# 吉田・アチソン交換公文
吉田・アチソン交換公文（よしだ・アチソンこうかんこうぶん）、正式には日本国とアメリカ合衆国との間の安全保障条約の署名に際し吉田内閣総理大臣とアチソン国務長官との間に交換された公文（にほんこくとアメリカがっしゅうこくとのあいだのあんぜんほしょうじょうやくのしょめいにさいしよしだないかくそうりだいじんとアチソンこくむだいじんとのあいだにこうかんされたこうぶん、英語: Notes Exchanged between Prime Minister Yoshida and Secretary of State Acheson at the Time of the Signing of the Security Treaty between Japan and the United States of America）は、旧日米安全保障条約の署名と同日の1951年9月8日に、サンフランシスコで吉田茂内閣総理大臣とディーン・アチソン米国務長官によってとりかわされた朝鮮国連軍に関する交換公文。
朝鮮戦争の勃発とともに、国連安保理決議に従って朝鮮国連軍が創設されていたが、この軍隊は司令部は東京に置かれ、連合国軍占領下の日本でも活動していた。日本の講和後もこれを直接引き継ぐために、日本国とアメリカ合衆国で取り決められたのが「吉田・アチソン交換公文」であり、「吉田・アチソン交換公文等に関する交換公文」によって、現在も有効。
この交換公文に従って、日本国は1954年に東京で朝鮮国連軍の地位協定を締結している。